# Oratorio del Preziosissimo Sangue
L’oratorio del Preziosissimo Sangue è una chiesa di Roma, nel rione Monti, in via di San Giovanni in Laterano.
La chiesa fu costruita nell'Ottocento come oratorio di una casa per fanciulle povere, che dopo il 1860 divenne casa di riposo ed ospedale per suore anziane: in questa occasione anche l'oratorio fu adattato alle nuove esigenze. Nella facciata, sotto il timpano, è collocata la scritta: Redemisti nos Domine in sanguine tuo (Ci hai redenti Signore nel tuo sangue). L'interno si presenta in forme molto semplici: degno di nota è il soffitto a cassettoni.
Nell'annessa casa delle Suore adoratrici del Sangue di Cristo furono nascosti parte dei 136 ebrei accolti dalla Congregazione. Oggi l'oratorio, annesso alla casa delle Suore adoratrici del Sangue di Cristo, è un luogo sussidiario di culto della parrocchia dei Santi Marcellino e Pietro al Laterano. Alcune vetrate abbelliscono le pareti e danno luce all'interno.

## Altri progetti

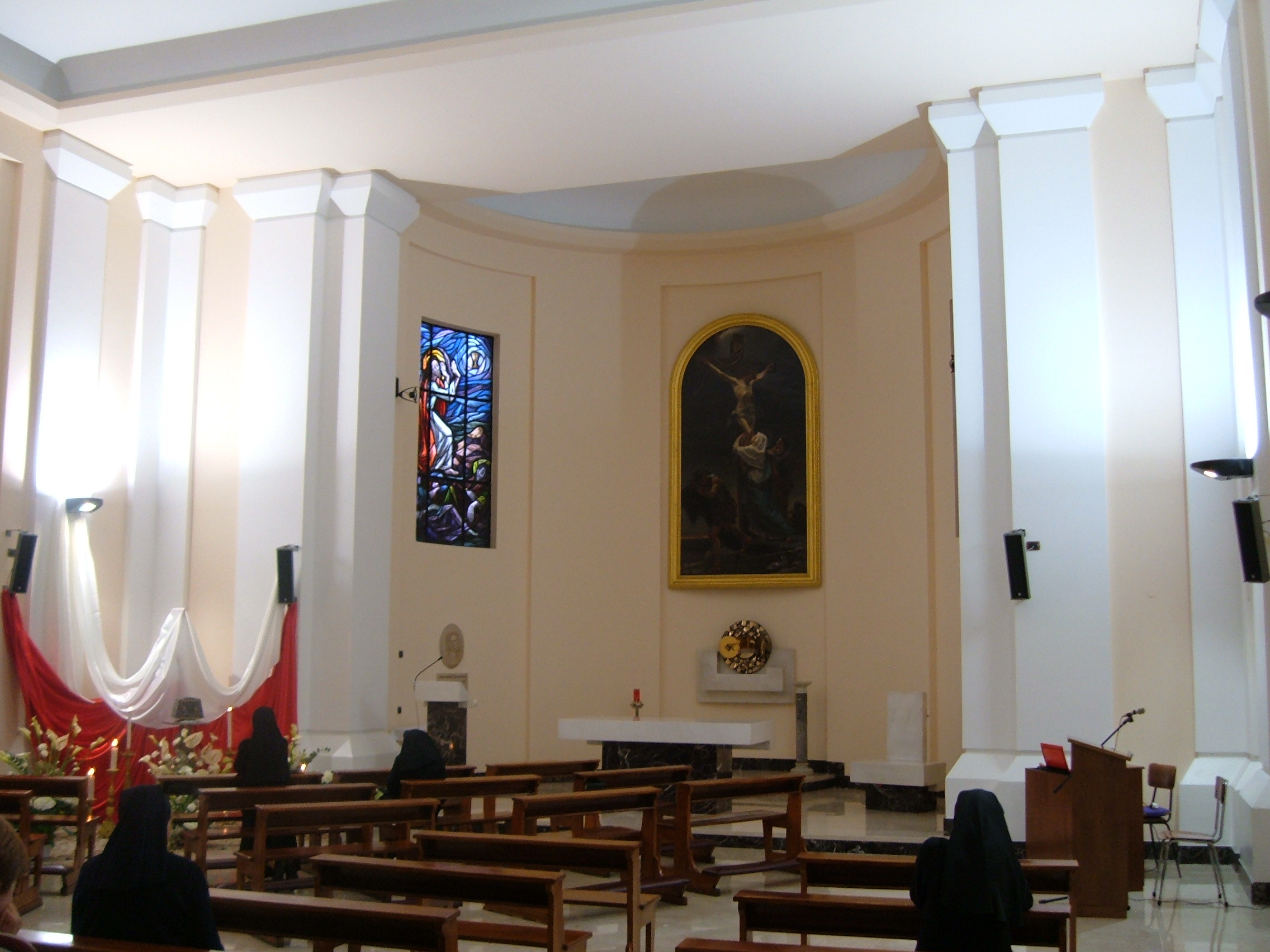
Interno dell'oratorio